# チャールズ・コーンウォリス (第3代コーンウォリス男爵)
第3代コーンウォリス男爵チャールズ・コーンウォリス（英語: Charles Cornwallis, 3rd Baron Cornwallis PC、1655年12月28日（洗礼日） – 1698年4月29日）は、イングランド王国の貴族、政治家。

## 生涯
第2代コーンウォリス男爵チャールズ・コーンウォリスとマーガレット・プレイステッド（Margaret Playsted、1689年3月6日没、サー・トマス・プレイステッドの娘）の三男（長男と次男は早世）として生まれ、1655年12月28日にカルフォードで洗礼を受けた。1673年に国王乗馬衛兵隊に入隊した。
1673年4月13日に父が死去すると、コーンウォリス男爵の爵位を継承、1676年2月15日に貴族院議員に正式に就任した。同1676年6月30日に故殺罪の容疑で貴族院裁判を受け、21対5で無罪判決が下された。コーンウォリス男爵家はアイ選挙区で1議席を支配していたが、3代コーンウォリス男爵は1679年3月イングランド総選挙で2議席支配を目指して候補者を2人出した。対立候補が1年分の収入を選挙につぎ込んだとも言われ、このときは選挙直前にコーンウォリス男爵の支持する候補2名が立候補を取りやめる結果になった。同年9月の総選挙では同様の局面になったが、今度は選挙戦が最後まで戦われ、選管2名がそれぞれ異なる候補者2人の当選を宣告したのち、庶民院の裁定で1680年12月にコーンウォリス男爵の候補2名の当選が確定した。1681年イングランド総選挙ではまたしても選管2名がそれぞれ異なる候補者2人の当選を宣告したが、議会が早々に解散したため、選挙申し立てが審議されることはなかった。
官職では1689年から1698年までサフォーク統監を、1692年から1693年まで海軍卿を務めたほか、1691年にイングランド枢密院の枢密顧問官に任命された。また、政治ではホイッグ党に属したという。
1698年4月29日に熱病で死去、5月5日に埋葬された。息子チャールズが爵位を継承した。

## 家族
1673年12月27日、ウェストミンスター寺院でエリザベス・フォックス（1681年2月28日没、スティーブン・フォックスの長女）と結婚、下記の子女を儲けた。
- チャールズ（1675年頃 – 1722年） - 第4代コーンウォリス男爵

1688年5月6日、初代バクルー女公爵アン・スコット（1651年 – 1732年）と再婚、1男2女を儲けた。3人の子供は全員スコット姓を称した。
- アン（1690年没）
- ジョージ（1692年 – 1693年）
- イサベラ（1747年/1748年没）